# 吉屋チルー
吉屋 チルー（よしや チルー、1650年 - 1668年）は、琉球王国の遊女で歌人（琉歌）。「吉屋チル」「よしや」「吉屋」とも表記する。

## 生涯
チルーは琉球語で鶴のこと。「吉屋」という置屋の遊女だった。古くはただ「よしや」とだけ表記されていたとの指摘もある。吉屋チルーの伝記である平敷屋朝敏『苔の下』には「遊女よしや君」とある。
貧しい農民の娘として生まれ、わずか8歳にして那覇の仲島遊郭へ遊女として売られた。
伝承では、よしやは遊郭の客だった「仲里の按司」と恋に落ちたが、黒雲殿と呼ばれる金持ちに身請けされたために添い遂げられず（または仲里の按司とは身分が違うために一緒になれなかったとする伝承もある）、悲嘆にくれたよしやは食を絶ち、18歳で亡くなったという。

## 作品
8歳のときに那覇の仲島遊郭へ売られていく途中、比謝橋（嘉手納町と読谷村の間に架かる橋）で詠んだとされる以下の歌が伝わっている。
現在、比謝橋の近くに吉屋チルーの歌碑が建てられている。
沖縄学の祖の一人真境名安興は、よしやを恩納なべと双璧をなす女流歌人としている。